# Asparagoideae
Las asparagoideas (nombre científico Asparagoideae) forman una subfamilia de plantas monocotiledóneas con una diversidad de hábitos, con rizoma horizontal o vertical, distribuidas por el Viejo Mundo (Asparagus, quizás con 290 especies) y México (Hemiphylacus, unas pocas especies). Asparagus posee órganos fotosintéticos aplanados que han sido sujeto de mucha controversia, sin embargo, la mayoría de los autores los consideran tallos aplanados. Asparagus posee hojas reducidas a escamas no fotosintéticas que llevan en su axila filoclados verdes, solitarios a abigarrados, circulares a aplanados en sección transversal, y el fruto es una baya. La familia fue reconocida por sistemas de clasificación modernos como el sistema de clasificación APG II del 2003 y el APWeb (2001 en adelante), si bien el APG II deja la opción de incluirla en un Asparagaceae sensu lato junto con otras familias emparentadas (ver Asparagales para una discusión de este último clado). 
Si bien como aquí circunscripta es una subfamilia monofilética, es de reciente reconocimiento: sus géneros en sistemas de clasificación más antiguos eran incluidos en una amplia circunscripción de Liliaceae (Asparagus) o en Asphodelaceae (Hemiphylacus).

## Descripción

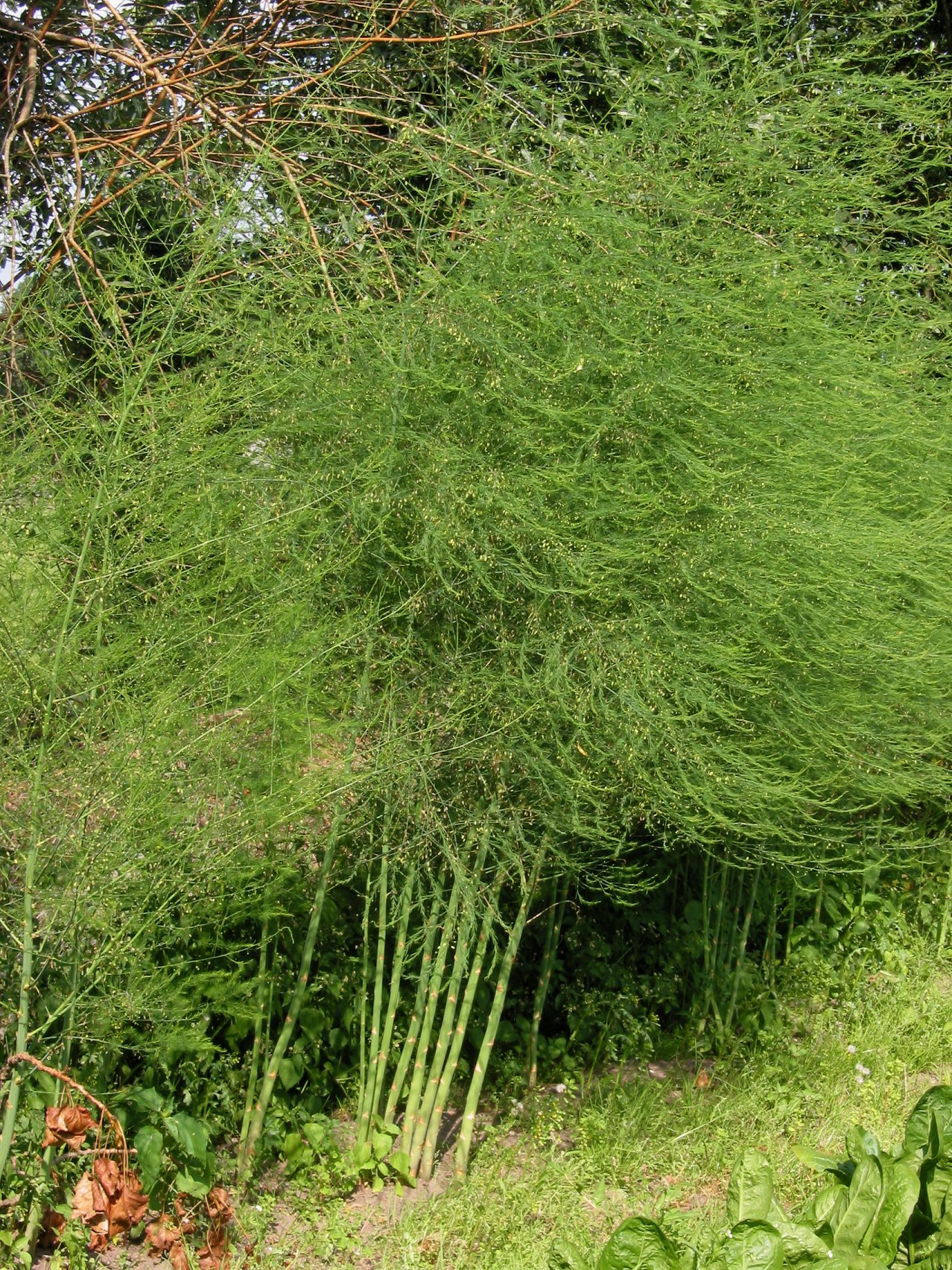
Hábito de Asparagus officinalis. Nótense las hojas reducidas y las inflorescencias naciendo en la axila de las hojas.

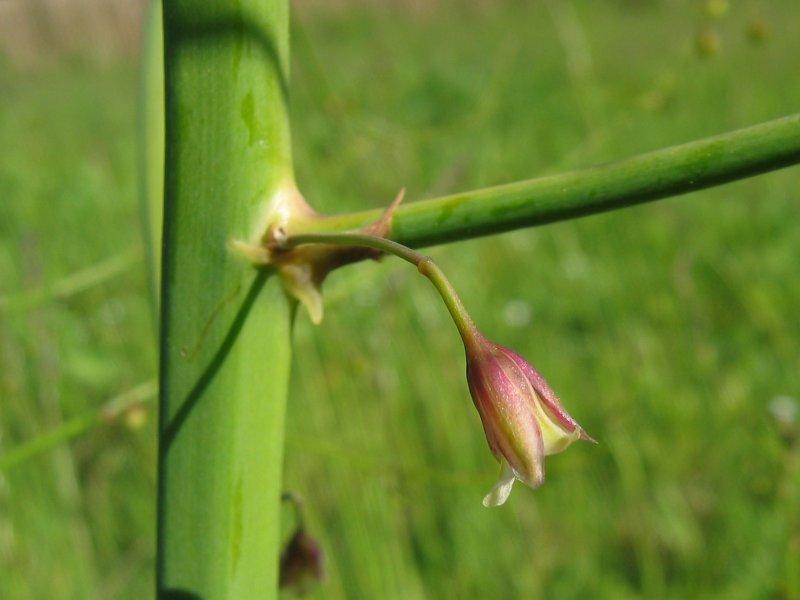
Flor de Asparagus officinalis, el espárrago.

Hierbas rizomatosas a arbustos, o enredaderas trepadoras a enroscadoras, tallos leñosos a que se marchitan anualmente, usualmente verdes, los verdes asociados con hojas escamosas formando filoclados foliosos, o tallos reducidos. Presentan saponinas esteroideas y aceites esenciales. Pelos simples.
Hojas alternas y espirales, simples, de margen entero, usualmente reducidas, más o menos escamosas, con espuela basal espinosa, la venación indistinta, sin estípulas.
Inflorescencias determinadas, a veces reducidas a una única flor, axilares.

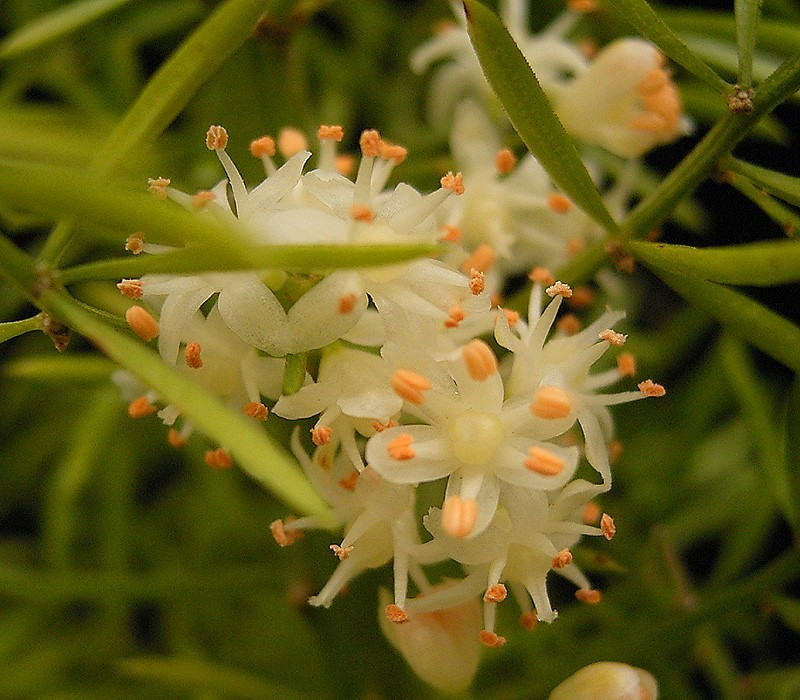
Flor de Asparagus densiflorus, el espárrago.

Flores bisexuales o unisexuales (entonces plantas monoicas o dioicas), radiales, usualmente pequeñas.
Tépalos 6, más o menos separados, petaloideos, imbricados.
Estambres usualmente 6, representados por estaminodios en flores carpeladas, filamentos separados a connados, adnatos a los tépalos.
Polen monosulcado.
Carpelos 3, connados, ovario súpero, con placentación axilar, estigma usualmente 1, capitado a 3-lobado. Óvulos 1 a muchos en cada lóculo, anátropos a más o menos ortótropos, megagametofito curvado-asimétrico.
Nectarios en los septos del ovario.
El fruto usualmente es una baya de pocas semillas.
Las semillas son angulares a más o menos globosas. La cubierta seminal con fitomelaninas (una costra negra) y las capas internas colapsadas.

## Ecología
Ampliamente distribuidas en el Viejo Mundo desde Europa hasta África al este de Asia, Malasia y Australia (Asparagus) y disjuntas en México (Hemiphylacus). La familia es característica de regiones de climas áridos a mediterráneos.
Las flores de Asparagus son polinizadas por varios tipos de abejas y escarabajos.
Los frutos usualmente rojos a azules o negros son dispersados por pájaros.

## Filogenia
La monofilia de Asparagoideae está sostenida por unas pocas características embriológicas, es decir, el megagametofito es curvado-asimétrico y se vuelve más así durante el desarrollo, y el óvulo tiene una epidermis nuclear persistente de células alargadas ricas en citoplasma (Rudall et al. 1998). La mayoría de las especies pertenece al gran género Asparagus, un clado diagnosticado por muchas especializaciones morfológicas distintivas (hojas reducidas a escamas no fotosintéticas que llevan en su axila filoclados verdes, solitarios a abigarrados, terete -circulares en la sección transversal- a aplanados, y el fruto es una baya). Análisis filogenéticos basados en ADN publicados recientemente (Chase et al. 1995a, 1996, Fay et al. 2000, Rudall et al. 1997a, b) también sostienen la monofilia de Asparagoideae (incluyendo tanto a Asparagus como a Hemiphylacus).,
Los órganos fotosintéticos aplanados de Asparagus han sido sujeto de mucho estudio y una controversia casi interminable (ver Judd 2001, Kubitzki y Rudall 1998), sin embargo, la mayoría de los autores los consideran tallos aplanados. Es curioso que ramas fotosintéticas similares han evolucionado independientemente en Ruscus y sus parientes (Ruscaceae, ahora subfamilia Nolinoideae de Asparagaceae sensu lato). Ciertamente, Nolinoideae y Asparagoideaae son parientes cercanos.

## Taxonomía
Introducción teórica en Taxonomía
La subfamilia fue reconocida por el APG III (2009). La subfamilia ya había sido reconocida por el APG II (2003).
2 géneros, 305 especies, según Judd et al. 2007 y el APWeb (visitado en enero del 2009):
- Asparagus
- Hemiphylacus

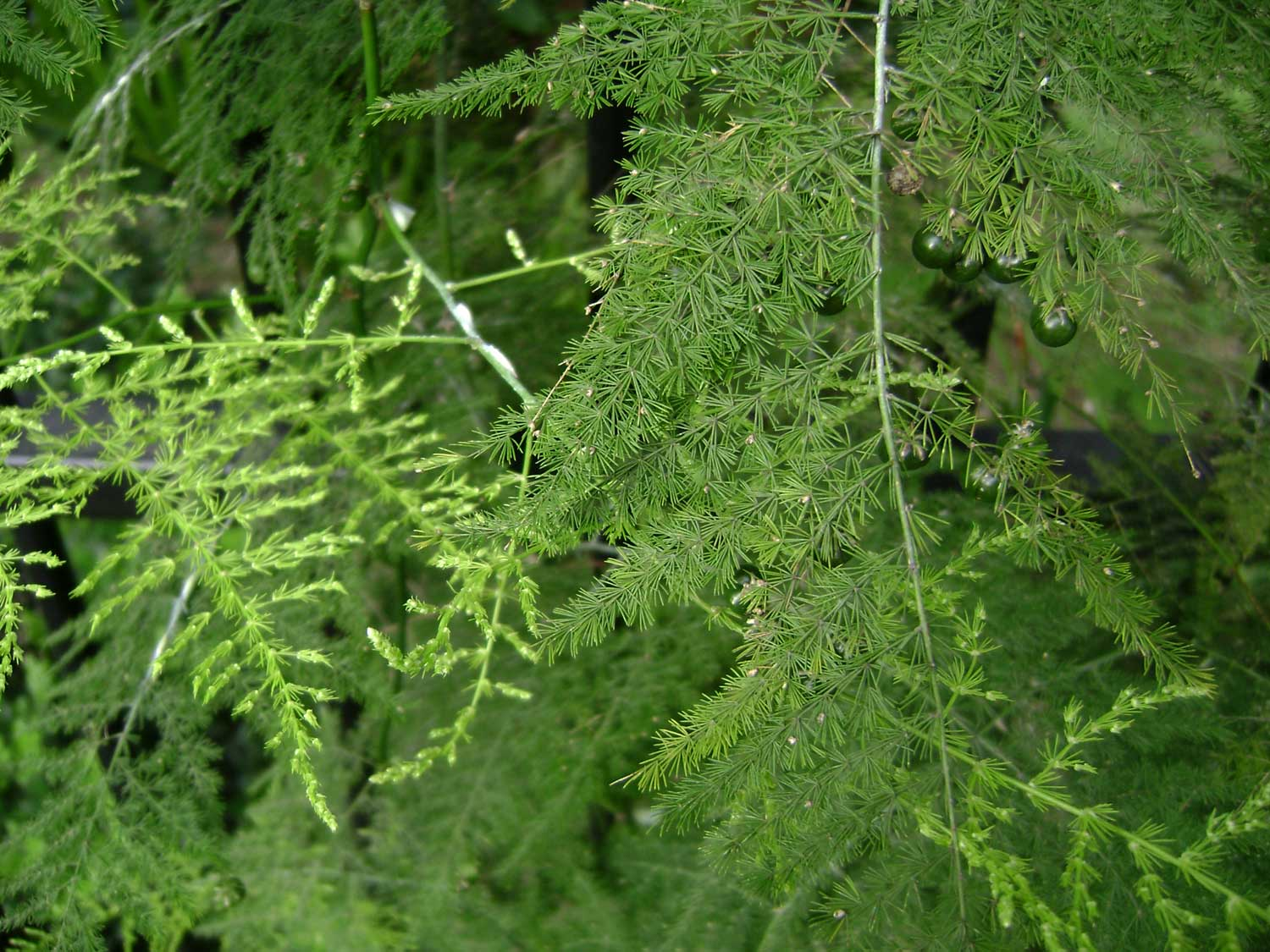
Hábito de Asparagus setaceus, el "helecho plumoso".

Los tallos jóvenes de Asparagus officinalis son comidos como un vegetal.

## Importancia económica
Numerosas especies de Asparagus son utilizadas medicinalmente.
Numerosas especies son populares como ornamentales, por ejemplo Asparagus setaceus, el "helecho plumoso".